# 阿部正和
阿部 正和（あべ まさかず、1918年12月5日 - 2016年2月26日）は、日本の内科学者。

## 経歴
東京府生まれ。1936年旧制・青山学院中学部卒業、東京慈恵会医科大学予科入学。1942年東京慈恵会医科大学卒業。海軍軍医、国立東京第二病院などを経て、1960年東京慈恵会医科大学教授、1982年学長、1984年名誉教授、1993年学校法人慈恵大学理事長、1995年顧問。
糖尿病の病態生理学的研究などで知られ、医師の生涯教育にも取り組む。1984年日本医学会副会長、日本糖尿病学会会長を務めた。

## 著書
- 『ホルモンとその働き』恒星社厚生閣 楽しい理科教室 1957
- 『看護生理学 生理学よりみた基礎看護』メヂカルフレンド新社 1960
- 『学と術と道 阿部正和教授二十年のあゆみ』阿部内科記念事業委員会 1984
- 『続・学と術と道』金剛出版 1988
- 『阿部正和著作・講演集』医学書院 1993

### 共編著
- 『膵臓と内分泌 基礎と臨床』小坂樹徳,吉村不二夫共編著 協同医書出版社 1958
- 『日常診療のための臨床検査法 解釈と実施のコツ』浦田卓共著 文光堂 1959
- 『臨床生理学 臨床症状の病態生理』朝比奈一男,祖父江逸郎共著 協同医書出版 1959
- 『対症看護 病態生理と看護のテクニック』編 医学書院 1961
- 『腎臓病患者の看護 病態生理から生活指導まで』高橋シュン共編 医学書院 疾患別看護双書 1963
- 『対症検査 鑑別診断のすすめ方』日野原重明,小酒井望共編 医学書院 1963
- 『目でみる簡易検査法』共著 医学書院 1963
- 『症状による診断から治療まで』日野志郎, 小酒井望共編 中外医学社 1965
- 『肝臓・胆のう・膵臓疾患患者の看護 病態生理から生活指導まで』高橋シュン共編 医学書院 疾患別看護双書 1966
- 『高校看護学』日野原重明,金子光共編 医学書院 1966
- 『検査値の高いとき・低いとき』共編 日本栄養化学 栄研学術叢書 1967
- 『胃腸疾患患者の看護 病態生理から生活指導まで』青木ミツヱ共編 医学書院 疾患別看護双書 1968
- 『解剖学・生理学』日野原重明,関泰志共著 医学書院 系統看護学講座 1968
- 『正常値』小酒井望共編 医学書院 1968
- 『代謝 -基礎と臨床-』吉川春寿共編 朝倉書店 1970
- 『糖尿病 早期発見から生活指導まで』平田幸正共著 医学書院 1970
- 『糖尿病の臨床』和田正久共編集 医学書院 1970
- 『現代保健体育学大系 20 疾病学』編 大修館書店 1971
- 『臨床内科全書 第7巻 代謝疾患,内分泌疾患』編 金原出版 1971
- 『新臨床内科学』共編集 医学書院 1974
- 『成人病診療講座 第10巻 代謝・内分泌疾患』編 金原出版 1974
- 『糖尿病』編 講談社 バイオメジカルシリーズ 1974
- 『新内科学大系 46 B 代謝異常 2 b』小坂樹徳共著 中山書店 1975
- 『糖尿病』編 朝倉書店 病態生理学シリーズ 1975
- 『今日の治療指針 私はこうして治療している』石山俊次,日野原重明共編 医学書院 1977
- 『セット検査 検査の組合せによる病態のスクリーニング』小酒井望,河合忠共編集 宇宙堂八木書店 1977
- 『臨床診断学』荒木淑郎,大澤忠,河合忠,高久史麿共編集 医学書院 1977-78
- 『運動療法』小野三嗣共編集 朝倉書店 1978
- 『急性白血病』共編集 金原出版 内科mook 1978
- 『狭心症』共編集 金原出版 内科mook 1978
- 『脳卒中』共編集 金原出版 内科mook 1978
- 『臨床糖尿病講座』後藤由夫・平田幸正共編集 金原出版 1978
- 『基礎生理学』編 講談社 1979
- 『治療総論』武内重五郎共編集 医学書院 1979
- 『糖尿病』編集企画 金原出版 内科mook 1979
- 『慢性膵炎』共編集 金原出版 内科mook 1979
- 『グルカゴン 基礎と臨床』奥野巍一共編集 医歯薬出版 1980
- 『歯科隣接医学叢書 1 糖尿病と歯科治療』共著 デンタルダイヤモンド社 1980
- 『疾病学』編著 大修館書店 保健体育指導選書 1980
- 『診断のための検査の組み合せ』編集企画 金原出版 臨床検査mook 1980
- 『内科 下 (循環器,腎・尿路,血液,栄養・代謝,内分泌疾患,膠原病・免疫病,アレルギー,精神身体医学,化学的・物理的要因による疾患)』笹本浩共編集 金原出版 1980
- 『バイタルサイン そのとらえ方とケアへの生かし方』日野原重明、岡安大仁、高階経和、濱口勝彦共著 医学書院 1980
- 『検査の進め方・考え方』井川幸雄共編著 世界保健通信社 1982
- 『明日の医療 6 医学教育』編 中央法規出版 1985
- 『生理学』井川幸雄共編 講談社 1987
- 『患者学ガイダンス』水野肇共編 日本評論社 1989
- 『医療とことば』永井友二郎共編 中外医学社 1990
- 『石川家の人々』石川嘉彦,石川三郎共編 石川家本家 2002

## 論文
- 阿部正和